# Junior Ponce
Junior Ponce (La Punta, Callao, Perú, 16 de febrero de 1994) es un futbolista peruano. Juega como extremo derecho y su equipo actual es Carlos Stein de la Liga 3 de Perú. Tiene 31 años.

## Trayectoria
Empezó su carrera en las categorías inferiores del Academia Cantolao. Luego pasó a las inferiores del Club de Fútbol Pachuca de México y en el año 2012 firmó su primer contrato profesional por el Club Alianza Lima de Perú. Incluso, fue invitado a pasar pruebas en el FC Barcelona (2010) y el Schalke 04 (2008,2009 y 2010), pero no hubo nada concreto.
A fines del 2012 fue vendido al Hoffenheim de la Bundesliga, hasta el 2016. En enero de 2013 fue cedido por seis meses al Esporte Clube Pelotas de la liga brasileña.
Luego de su paso en la cuarta división del fútbol brasilero, es cedido a préstamo al Alianza Lima para la temporada 2013 y consigue el Torneo del Inca al año siguiente.  
A mediados del 2014 tuvo un breve paso por el fútbol portugués con un préstamo al Vitória Setubal por una temporada. Jugó junto a Luis Advíncula y Wilder Cartagena. Luego es cedido a la Universidad de San Martín por una temporada, luego de una buena temporada renueva su vínculo hasta finales del 2016. Luego de quedar como jugador libre ficha por todo el 2017.
El 2018 fichó por Universidad Técnica de Cajamarca para afrontar el torneo local y la Copa Sudamericana 2018 donde la anotó un gol a Rampla Juniors, sin embargo, no pudo pasar en la llave global.

## Selección nacional
Ha sido internacional con la Selección Sub-17 de Perú.
Llegó a alternar algunos partidos con la Sub-20 de Perú pero fue desconvocado por motivos disciplinarios.

## Estadísticas

### Clubes
Actualizado al último partido jugado el 11 de septiembre de 2022.
| Club                     | País     | Año       | Partidos | Goles |
| ------------------------ | -------- | --------- | -------- | ----- |
| Alianza Lima             | Perú     | 2012      | 5        | 0     |
| TSG 1899 Hoffenheim      | Alemania | 2012-2016 | -        | -     |
| → Esporte Clube Pelotas  | Brasil   | 2013      | 2        | 0     |
| → Alianza Lima           | Perú     | 2013-2014 | 28       | 3     |
| → Vitória Setubal        | Portugal | 2014-2015 | 9        | 0     |
| → Universidad San Martín | Perú     | 2015-2017 | 68       | 9     |
| U. T. C.                 | Perú     | 2018      | 37       | 2     |
| Academia Cantolao        | Perú     | 2019-2020 | 39       | 6     |
| Cultural Santa Rosa      | Perú     | 2021      | 11       | 2     |
| Santos F. C.             | Perú     | 2022      | 10       | 0     |
| Total                    | Total    | Total     | 219      | 22    |

### Resumen estadístico
| Competición              | Partidos | Goles | Promedio |
| ------------------------ | -------- | ----- | -------- |
| Sudamérica               | 210      | 21    | 0.15     |
| Europa                   | 9        | 0     | 0.18     |
| Copa Sudamericana        | 2        | 1     | 0.5      |
| Selección de Perú Sub-20 | 4        | 0     | 0        |
| Total                    | 223      | 22    | 0.1      |

## Palmarés

### Campeonatos nacionales
| Título          | Club         | País | Año  |
| --------------- | ------------ | ---- | ---- |
| Torneo del Inca | Alianza Lima | Perú | 2014 |